# Wierzba Rokita (pomnik przyrody)
 Wierzba Rokita – pomnik przyrody, wierzba biała w województwie lubuskim, w powiecie zielonogórskim w gminie Sulechów, niedaleko miejscowości Niekarzyn, w leśnictwie Mazów.
Największa wierzba biała w województwie. Wierzba rośnie przy nasypie nieczynnej linii kolejowej nr 384 z Sulechowa do Świebodzina, w pobliżu rzeki Jabłonna.
Pierwotnie drzewo złożone było z trzech głównych pni, z czego jeden z nich odłamał się w roku 2006. Obecnie drzewo ma dwa główne pnie, których rozgałęzienia tworzą liczne konary. Korona jest rozłożysta i mocno ulistniona w najwyższych partiach.

## Wymiary
- obwód w pierśnicy na wysokości 1,3 metra wynosi 724 cm[2]
- wysokość 24 m